# لویاتان (فیلم ۲۰۱۲)
«لویاتان» (انگلیسی: Leviathan (2012 film)) یک فیلم است که در سال ۲۰۱۲ منتشر شد.